# Sibylle Pomorin
Sibylle Pomorin (* 16. Februar 1956 in Altoberndorf) ist eine deutsche Jazzmusikerin und Komponistin.

## Leben
Sybille Pomorin lebte als Jugendliche in Gütersloh und war Mitglied des Jugendmusikkorps Avenwedde, in dem sie Querflöte spielte. Pomorin studierte zwischen 1975 und 1980 an der Hochschule für Musik Detmold-Münster Saxophon und Flöte. Gleichzeitig spielte sie in Kammerensembles, ihrem Jazz-Quartett und zwischen 1984 und 1989 in der Frauen-Big-Band Reichlich weiblich, für die sie auch komponierte. 1984 bis 1985 ergänzte sie ihre Studien durch Kompositionsunterricht bei Ernst Bechert und in den darauffolgenden Jahren durch Kurse und Seminare bei Dieter Schnebel, John Tchicai, Alice Shields und Eliane Radigue.
Seit 1983 arbeitete sie mit Musikern wie z. B. Joëlle Léandre, William Parker, Peter Brötzmann, Maggie Nicols, Tom Cora und Conny Bauer. Sie hat unterschiedliche Bandprojekte initiiert, etwa Auguries of Speed mit u. a. Terry Jenoure, Herb Robertson, Annie Whitehead, Christy Doran und Kim Clarke.
Seit 1986 lebt sie als freischaffende Musikerin und Komponistin in Berlin. Während eines langen Studienaufenthaltes in Istanbul hat sie sich intensiv mit traditioneller orientalischer Musik und deren Instrumenten Ud, Kanun und Tanbur beschäftigt.
Sie erhielt Kompositionsaufträge vom WDR, Berliner Senat, den Donaueschinger Musiktagen, dem Berliner Frauenmusik-Festival Was ihr wollt sowie für ihre epische Jazzoper Der Gedichtemacher. Den Schwerpunkt ihres Schaffens bilden aktuell kammermusikalische und elektroakustische Kompositionen sowie Radiohörstücke (z. B. Prayer for the Sun before Travelling).
1988 wurde sie mit dem SWF-Jazzpreis ausgezeichnet. Nach weiteren Auszeichnungen gewann sie 1999 den ersten Preis beim internationalen Kompositionswettbewerb Soundscapes voor 2000 in den Niederlanden.